# Женско македонско благотворително дружество „Свето Благовещение“
Женското македонско благотворително дружество „Свето Благовещение“ е организация на жените бежанки от областта Македония, установили се в Кърджали, съществувала от 1914 година.

## История
Женското македонско благотворително дружество „Свето Благовещение“ в Кърджали е основано в 1914 година. То е сред множеството структури по това време, обединяващи бежанците от Македония. С учредяването на дружеството е избрано ръководно тяло в състав председател Констанца Кацкова, подпредседател Т. Сидова, секретар-деловодител М. Чалъбашиева, касиер Е. Имова и съветнички Т. Шолева, С. Иванова и С. Печилкова. Дружеството развива активна културна и благотворителна дейност. Според член 2 от Устава на дружеството има за цел:
| „ | Да съдействат за културно-просветното издигане на жената македонка в България, подпомагане на бедни и болни членове, търсене на работа на същите, благотворителност и др. | “ |

Женското дружество, заедно с младежкото и смесеното в града, основава свой хор, в който участват над 40 жени и мъже. Към 8 януари 1928 година в дружеството членуват 73 жени, като средствата, с които разполага се събират основно с членски внос, подаръци и благодеяния, приходи от увеселения, сказки, вечеринки и други. Много от благотворителните си каузи дружеството провежда заедно с други организации. Сред тях за Македонското културно-просветно дружество в Кърджали, Благотворителното дружество „Утеха“, Тракийското женско дружество и други.